# Comedy Central
Comedy Central (eigene Schreibweise: COMEDY CENTRAL) ist ein Fernsehsender des US-Medienkonzerns Paramount Global, der hauptsächlich Comedy-Serien und -shows sendet.

## USA
Comedy Central ist ein US-amerikanischer Kabelfernsehkanal. Er entstand Ende 1990 aus den eigentlich konkurrierenden Sendern The Comedy Channel (von HBO) und HA! (Viacom), nachdem sich keiner der beiden Kanäle am Markt durchsetzen konnte.
Bis zur Premiere der Comicserie South Park im Jahr 1997 hatte Comedy Central eher geringe Einschaltquoten. Durch Mundpropaganda wuchs die Anzahl der Kabelnetze, die Comedy Central in ihr Programm aufnahmen, sodass bis 1998 über die Hälfte der US-Haushalte den Sender empfangen konnten.
Im April 2003 erwarb MTVs Mutterkonzern Viacom die restlichen Anteile von HBOs Mutterkonzern Time Warner für 1,225 Mrd. US-Dollar.

## International

### Deutschland
Seit dem 15. Januar 2007 ist Comedy Central mit Comedy Central Deutschland auch in Deutschland mit einem eigenen Kanal vertreten. Die reguläre 24-Stunden-Verbreitung wurde Ende 2008 zunächst eingestellt. Stattdessen teilte man sich seit dem 15. Dezember 2008 mit dem Kindersender Nickelodeon den Kanal. Comedy Central zog in der Regel auf den Nickelodeon-Sendeplatz um und sendete zwischen 20:15 Uhr und 5:45 Uhr.
Nach Polen zeigte Comedy Central Deutschland als zweiter Comedy-Central-Sender ab dem 14. Dezember 2009 auch Sex and the City.
Seit dem 16. Mai 2011 sendet Comedy Central auch in HD. Ab dem 8. September 2014 startete Comedy Central sein Programm bereits um 17:00 Uhr, in der Zeit zwischen 6:00 Uhr und 17:00 Uhr war das Programm von VIVA zu sehen. Mitte September 2015 wurde die Teilung von VIVA und Comedy Central neu eingeteilt, so sendete VIVA von 2:00 Uhr bis 14:00 Uhr und Comedy Central von 14:00 Uhr bis 2:00 Uhr. Der Eigentümer ist auch hier Viacom International Media Networks. Am 20. Juni 2018 wurde bekannt, dass VIVA Ende 2018 eingestellt und die zusätzliche Zeit von Comedy Central übernommen wird. Seit dem 1. Januar 2019 sendet Comedy Central wieder 24 Stunden am Tag.

### Österreich
Am 1. Januar 2011 startete in Österreich ein regionaler Ableger von Comedy Central, dessen Programm, abgesehen von den Werbeeinblendungen, mit demjenigen in Deutschland identisch ist. Der Ableger ersetzte die Regionalversion VIVA Austria auf der bis dahin gemeinsamen Frequenz mit Nickelodeon Austria (6:00 Uhr – 20:15 Uhr). Der Sender VIVA Austria ersetzte seinerseits am 1. Januar 2011 die ins Pay-TV abgewanderte Regionalversion MTV Austria. Ab dem 8. September 2014 startete Comedy Central auch in Österreich sein Programm bereits um 17:00 Uhr, in der Zeit zwischen 6:00 Uhr und 17:00 Uhr war dann das Programm von VIVA zu sehen. Mitte September 2015 wurde die Teilung von VIVA und Comedy Central neu eingeteilt, so sendete VIVA von 2:00 Uhr bis 14:00 Uhr und Comedy Central von 14:00 Uhr bis 2:00 Uhr. Am 20. Juni 2018 wurde bekannt, dass VIVA Ende 2018 eingestellt und die zusätzliche Zeit von Comedy Central übernommen wird. Seit 1. Januar 2019 sendet Comedy Central fortan 24 Stunden am Tag. Wie in Deutschland ist Viacom International Media Networks ebenfalls Eigentümer von Comedy Central Österreich.

### Schweiz
In der Schweiz startete der regionale Ableger von Comedy Central Deutschland am 16. Mai 2011. Das Programm von Comedy Central Schweiz unterschied sich zu Deutschland, abgesehen von den regionalen Werbefenstern, insbesondere durch die kürzere Sendezeit bis 5:00 Uhr, aufgrund des Sendebeginns von Nickelodeon Schweiz (5:00 Uhr – 20:15 Uhr). Faktisch fallen gelassen wurde die von Comedy Central ersetzte Regionalversion VIVA Schweiz, deren regionale Inhalte in den letzten 24 Monaten gezielt zu MTV Schweiz verlagert wurden. In den Schweizer Kabelnetzen bleibt MTV Schweiz frei empfangbar, der vormalige digitale Programmplatz von Comedy Central Deutschland wurde hingegen durch VIVA Deutschland ersetzt. Ab dem 8. September 2014 startete Comedy Central auch in der Schweiz sein Programm bereits um 17:00 Uhr, in der Zeit zwischen 6:00 Uhr und 17:00 Uhr war dann das Programm von VIVA zu sehen. Mitte September 2015 wurde die Teilung von VIVA und Comedy Central neu eingeteilt, so sendete VIVA von 2:00 Uhr bis 14:00 Uhr und Comedy Central von 14:00 Uhr bis 2:00 Uhr. Am 20. Juni 2018 wurde bekannt, dass VIVA Ende 2018 eingestellt und die zusätzliche Zeit von Comedy Central übernommen wird. Ab dem 1. Januar 2019 sendete Comedy Central fortan 24 Stunden am Tag. Zuletzt sendete der Sender nur noch über Satellit, die Ausstrahlung über den Verbreitungsweg stellte Viacom zum 12. Januar 2022 ein, womit der Sender eingestellt wurde. In der Schweiz ist weiterhin der deutsche Schwestersender empfangbar. Der Eigentümer war auch hier Viacom International Media Networks.

### Großbritannien
Am 6. April 2009 wurde der britische Sender Paramount Comedy in Comedy Central UK & Ireland umbenannt. Aus Paramount Comedy 2 wurde Comedy Central Extra. Die Sender werden auch hier von Viacom betrieben.

### Italien
Seit dem 1. Mai 2007 sendet auch in Italien ein Ableger von Comedy Central.
Vorher war Viacom zwar schon mit dem Comedy-Kanal Paramount Comedy Italia vertreten, ersetzte diesen jedoch durch Comedy Central. Comedy Central wird in Italien über den Pay-TV-Sender SKY Italia angeboten und gehört zu 51 % Telecom Italia Media und zu 49 % Viacom.

### Niederlande
In den Niederlanden ist seit dem 30. April 2007 eine niederländischsprachige Version auf Sendung (vom 1. Dezember bis zum 29. April 2007 als The Box Comedy). Hier konnte der Kanal des Musiksenders The Box, der von VIVA Media betrieben wurde, übernommen werden.
Comedy Central Nederland sendete zuletzt täglich zwischen 15:00 und 06:00 Uhr und teilte sich den Sendeplatz mit dem niederländischen Kleinkindersender Kindernet. Seit der Einstellung des Senders Kindernet sendet Comedy Central 24 Stunden am Tag. Comedy Central Nederland ist zu 100 % im Besitz von Viacom.

### Flandern
In Flandern startete Comedy Central Vlaanderen als Programmblock auf TMF Vlaanderen am 20. Januar 2014. Gesendet wurde zwischen 22:00 Uhr und 0:00 Uhr. Seit dem 1. November 2015 sendet auch Comedy Central in Flandern 24 Stunden am Tag, TMF Vlaanderen wurde in diesem Zuge ersatzlos eingestellt.

### Polen
In Polen ist seit dem 19. Oktober 2006 Comedy Central auf Sendung und strahlt dort ein 24-Stunden-Programm aus. Im Gegensatz zu anderen Comedy Central-Versionen zeigt die polnische Version auch Serien wie z. B. Desperate Housewives oder Sex and the City. Auch hier ist Viacom der Eigentümer.

### Schweden
In Schweden startete am 1. Januar 2009 Comedy Central und teilte sich einen Sendeplatz mit dem Schwestersender Nickelodeon. Man sendete von 19:00 bis 3:00 Uhr. Seit dem 1. November 2013 sendet der Sender rund um die Uhr, bis zum 15. November 2013 wurde darüber hinaus auf der gemeinsamen Frequenz mit Nickelodeon Sverige gesendet. Auch hier ist Viacom für den Sender verantwortlich.

### Ungarn
Am 1. Oktober 2008 startete in Ungarn eine landesspezifische Version von Comedy Central. Hier wird 24 Stunden lang gesendet. Viacom übernimmt hier ebenfalls die Verantwortlichkeit für den Sender.

### Spanien
In Spanien betrieb Viacom einen Comedy-Kanal unter dem Namen Paramount Comedy. Zwischen dem 6. April 2009 und dem 1. April 2012 war Paramount Comedy Spanien der einzige Ableger, welcher nicht Comedy Central hieß. Seit dem 14. Mai 2014 sendet man in Spanien als Comedy Central España und verwendet das international-genutzte Logo. Viacom ist auch hier zuständig für den Sender.

### Australien und Neuseeland
In Neuseeland existiert seit dem 1. April 2009 Comedy Central New Zealand. Auch hier wird 24 Stunden lang gesendet und der Sender von Viacom vertrieben. Seit 1. April 2016 sendete Comedy Central auch in Australien, der Sender wurde im gleichen Zuge in Comedy Central Australia umbenannt.

### Israel
In Israel gibt es Comedy Central seit dem 1. Januar 2011. Es ist der 10. Ableger von Comedy Central überhaupt. Der Sender sendet in hebräischer Sprache und wird von Ananey Communications vertrieben. In Israel sendet Comedy Central, wie auch Nickelodeon Israel, rund um die Uhr.

### Indien
In Indien ging Comedy Central am 23. Januar 2012 an den Start. Der Sender wird dort von Viacom 18, einem Joint-Venture aus Viacom und Network 18, betrieben. Comedy Central Indien sendet 24 Stunden lang und verbreitet das Programm auf Englisch.

### Lateinamerika
Comedy Central ging am 1. Februar 2012 in Lateinamerika an den Start. Betrieben wird der Sender von VIMN The Americas. Auch hier strahlt man 24 Stunden am Tag das Programm aus.

### Brasilien
Comedy Central ging am 1. Februar 2012 in Brasilien an den Start und wird auf Portugiesisch ausgestrahlt. Betrieben wird auch dieser Sender von VIMN The Americas. Auch hier strahlt man 24 Stunden am Tag das Programm aus.

### Russland – Paramount Comedy Россия
In Russland startet der Kanal am 1. April 2012 offiziell, nachdem man bereits am 30. März 2012 mit einer Testausstrahlung begann. Hier entschied man sich gegen Comedy Central und startete den Kanal unter dem Namen Paramount Comedy, welcher zuletzt nur in Spanien genutzt wurde. Auch hier wird das Programm 24 Stunden am Tag ausgestrahlt und von Viacom vertrieben.

### Asien
Im Südosten Asiens und einigen Regionen im Pazifik wird Comedy Central seit dem 1. November 2012 ausgestrahlt und von VIMN Asia betrieben. Auch hier wird das Programm 24 Stunden am Tag gezeigt. Empfangbar ist der Sender in Singapur, Malaysia, Thailand, Republik China (Taiwan), Papua-Neuguinea, Myanmar, Samoa, der Mongolei und auf den Philippinen.

### Weitere
Weitere Regionen, in denen Comedy Central sendet, sind Kroatien, Serbien und Afrika. Weitere Informationen über diese Ableger sind nicht bekannt.

### Insgesamt
Von den 16 Versionen gehören Viacom bei 14 Versionen 100 % des Senders. Insgesamt 15 Versionen werden von Viacom (mit)vertrieben, lediglich Comedy Central Israel bildet eine Ausnahme.

## Ableger

Logo in den Niederlanden, Großbritannien/Irland und in den Balkanstaaten

Logo in den Niederlanden und Polen

### Comedy Central Extra
Neben dem Hauptprogramm betreibt man in Großbritannien und Irland seit dem 6. April 2009, seit dem 1. November 2011 in den Niederlanden und seit dem 1. August 2012 in den Balkanstaaten Albanien, Montenegro, Kroatien, Serbien, Bosnien & Herzegowina, Slowenien, Rumänien, Bulgarien und dem heutigen Nordmazedonien Comedy Central Extra. In Großbritannien wurde Paramount Comedy 2 in Comedy Central Extra umgewandelt. Dazu existiert eine Timeshift-Version. Dort starten die Sendungen eine Stunde später. Alle Ableger senden 24 Stunden lang.

### Comedy Central Family
In den Niederlanden und Polen existiert ein weiterer Sender namens Comedy Central Family. Der Ableger startete in den Niederlanden am 1. Oktober 2008 und sendet 24 Stunden am Tag. In Polen teilte sich der Sender zunächst einen Sendeplatz mit VH1 Polska. Seit dem 24. April 2012 sendet Comedy Central Family Polen 24 Stunden am Tag.

## Logos

Das Comedy-Central-Logo von 1. Januar 2011 bis 28. Juli 2018 (USA)
Variation des Comedy-Central-Logos für 2011 bis 2018 (USA)
Variation des Comedy-Central-HD-Logos für 2011 bis 2018 (USA)
Das neue Comedy Central Logo seit 29. Juli 2018 (USA)
Comedy Central HD-Logo seit 2018
Comedy Central +1 Logo seit 2018

Eine weitere Variation wird im Artikel zum englischen Ableger aufgeführt.